# Francis Parker Yockey
Francis Parker Yockey, född 18 september 1917 i Chicago, Illinois, död 16 juni 1960 i San Francisco, Kalifornien, var en amerikansk advokat och författare inom politisk filosofi.

## Biografi
Francis Parker Yockey föddes i Chicago i Illinois, men familjen flyttade tillbaka till hemtrakterna i Michigan under den stora depressionen. Föräldrarna var anglofiler som uppfostrade Yockey till att uppskatta europeisk kultur och klassisk musik. Yockey studerade vid flera universitet innan han avlade juristexamen vid University of Notre Dame 1941.
I början av 1946 började Yockey tjänstgöra som advokat för det amerikanska krigsdepartementet under Nürnbergrättegångarna i det efterkrigstida Tyskland. Han började dock snart göra sin röst hörd mot de allierades ockupation av Tyskland och mot vad han ansåg vara en partisk rättsprocess. I november samma år fick han sparken från sitt arbete då han ansågs ha "övergivit sitt uppdrag".
År 1948 skrev Yockey boken Imperium: The Philosophy of History and Politics under pseudonymen Ulick Varange, ett verk på 600 sidor som avhandlar västerlandets politiska och filosofiska historia. Boken är starkt influerad av Oswald Spengler och hans bok Västerlandets undergång, men till skillnad från Spengler, som ansåg den tyska nationalsocialismen felaktig på flera punkter, var Yockey också influerad av nationalsocialistiska, fascistiska och antisemitiska politiska åskådningar.
Under följande år samarbetade Yockey med flera högerkonservativa organisationer i USA och Europa, som German-American Bund, William Dudley Pelleys Silver Legion of America, Oswald Mosleys Union Movement och James H. Madoles National Renaissance Party. Han grundade även European Liberation Front tillsammans med Guy Chesham och John Gannon.
FBI fick order att hålla Yockey under uppsikt och följde honom i över ett årtionde. Yockey i sin tur höll sig undan genom att anta flera olika identiteter. De amerikanska myndigheterna hann till slut i fatt honom 1960 då han återvände till USA från utlandet. Hans resväska hade skickats till fel flygplats och då man öppnade den för att få reda på vem den tillhörde fann man flera av Yockeys förfalskade pass och födelseattester, vilket gjorde att FBI kunde spåra upp och gripa honom i Oakland i Kalifornien. Yockey begick senare självmord i häktet i San Francisco.